# Laotriton laoensis
Laotriton laoensis (лат.) — вид хвостатых амфибий из монотипического рода Laotriton. Эндемик Лаоса. Обитает в заводях горных рек на севере страны. Считается вымирающим видом.

## Внешний вид
Крупный яркоокрашенный тритон достигающий длины до 19 см у самцов и 23 см у самок. Длина тела в среднем составляет около 8,2—8,3 см. Голова широкая (в среднем около 2,1 см в ширину и 2,8 см в длину), треугольная, слегка уплощённая, с выраженными направленными назад паротидами и усечённой, выдающейся за нижнюю челюсть мордой. Глаза относительно мелкие. Язык короткий, как у коротконогих тритонов, что считается адаптацией к водному образу жизни. Туловище толстое, с зернистой кожей, покрытой железами и бородавками. По спине от заднего края головы до основания хвоста проходят три гребня из бугорков. Конечности короткие и толстые, на каждой по четыре пальца без перепонок. Хвост сжат с боков, достигает около 8,7 см в длину и около 1,4 см в высоту и имеет закруглённый кончик, круглую спинную и неразличимую брюшную плавниковую складку. У самцов клоака вздутая.
Основной цвет кожи чёрный. От головы до основания хвоста тянутся три ярко-жёлто-оранжевых полосы, прерываемых чёрным. На голове от глаза до уголка рта имеется также жёлто-оранжевое пятно. Брюшная сторона тела покрыта неравномерно расположенными оранжево-красными пятнами. Передняя часть клоаки и подхвостье красно-оранжевые. В брачный период у самцов по бокам хвоста проявляется синевато-белая пигментация. Личинки сверху чёрные, снизу белые.

## Ареал и места обитания
Эндемик северного Лаоса. Обитает в заводях мелких каменистых рек шириной 1—10 м и глубиной до 70 см с водопадами и гравийным и каменистым дном, окружённых вечнозелёными лесами, кустарниковыми и травянистыми сообществами на территории особой зоны Сайсомбун (провинция Вьентьян), районов Пхукут и Пек провинции Сиангкхуанг и района Пхукхун провинции Луангпхабанг и в районе Пхукут провинции Сиангкхуанг. Встречается на высоте от 1160 до 1430 м над уровнем моря. По оценке Международного союза охраны природы, площадь ареала вида составляет примерно 4560 км².

## Образ жизни
Обитает в воде, но может выбираться на сушу во время и после сильных дождей. В холодный сухой сезон (с ноября по февраль) активны даже в дневное время при температуре 13—25 °C. Питаются различными водными беспозвоночными, земляными червями и брюхоногими моллюсками, самки могут также поедать икру других самок своего вида. В ходе брачного танца самцы машут хвостом в сторону самок и накрывают их тело своей головой. При приближении других самцов они прерывают танец, но агрессию не проявляют. Самцы откладывают по 1—5 сперматофоров. Самки откладывают до 450 яиц за раз, прикрепляя их по одному или рядами между листьями на дне водоёма. Личинки наблюдались с февраля по апрель.

## Угрозы и охрана
Международным союзом охраны природы отнесён к вымирающим видам в связи с узким распространением, продолжающимся снижением численности и разрушением мест обитания. В связи с обитанием вида в заводях, считается, что он разделён на субпопуляции, между которыми не происходит значительного обмена генами. Тем не менее, локально тритон может быть относительно многочисленным. Местными жителями традиционно используется в качестве пищи и средства от артрита и респираторных заболеваний. С 2000-х годов вылавливается для продажи в качестве экзотического питомца, в том числе, незаконно, после запрета на вылов, принятого в Лаосе в 2008 году.
В Лаосе отнесён к категории I национального закона о дикой природе, запрещающего торговлю видом в любых целях. Занесён в приложение II CITES. Для сохранения МСОП также рекомендует разведение тритонов в условиях неволи.

## Содержание в неволе
В Германии и Бельгии вид разводили в неволе до третьего поколения от нескольких взрослых особей, импортированных в 2005 году. При содержании требует большого аквариума со слабо текучей водой с температурой 18—25 °C. В зимнее время температуру понижают до 13—17 °C на два месяца для стимуляции размножения. Личинок выращивают в сетках в одном аквариуме с родителями. Личиночное развитие в неволе составляет шесть месяцев. Метаморфоз происходит при длине 4—5 см. Во время него молодых тритонов переносят во влажный террариум и кормят мелкими сверчками и плодовыми мушками. Молодые тритоны возвращаются в воду через год, вырастая до 7—8 см, а половой зрелости достигают в четыре года.